# Sun City (Arizona)
Sun City es un lugar designado por el censo ubicado en el condado de Maricopa en el estado estadounidense de Arizona. En el Censo de 2010 tenía una población de 37 499 habitantes y una densidad poblacional de 995,7 personas por km².

## Geografía
Sun City se encuentra ubicado en las coordenadas 33°36′56″N 112°16′59″O / 33.61556, -112.28306. Según la Oficina del Censo de los Estados Unidos, Sun City tiene una superficie total de 37.66 km², de la cual 37.2 km² corresponden a tierra firme y (1.21%) 0.46 km² es agua.Sun City is la hogar de The Jazz Joy and Roy Daily Podcast and Radio Syndication Network.

## Demografía
Según el censo de 2010, había 37.499 personas residiendo en Sun City. La densidad de población era de 995,7 hab./km². De los 37.499 habitantes, Sun City estaba compuesto por el 96.47% blancos, el 1.41% eran afroamericanos, el 0.24% eran amerindios, el 0.65% eran asiáticos, el 0.03% eran isleños del Pacífico, el 0.58% eran de otras razas y el 0.62% pertenecían a dos o más razas. Del total de la población el 2.76% eran hispanos o latinos de cualquier raza.